# Raimundo Magalhães Júnior
Raimundo Magalhães Júnior (Ubajara, 12 de fevereiro de 1907 — Rio de Janeiro, 12 de dezembro de 1981) foi um jornalista, poeta, biógrafo, historiador e teatrólogo brasileiro. Assinava R. Magalhães Jr..

## Biografia
Autor polêmico, entre muitas outras obras escreveu Rui: o homem e o mito (1964), na qual contestava o culto prestado a Rui Barbosa, apontando contradições e impropriedades nas suas ações políticas e em suas obras. Foi também poeta, além de tradutor de poetas como Guillaume Apollinaire e outros vanguardistas, autor de várias obras sobre teatro e pesquisador de autores e eventos da história brasileira.
Foi casado com a escritora Lúcia Benedetti e pai da carnavalesca Rosa Magalhães

## Academia Brasileira de Letras
Ocupou a cadeira 34 da Academia Brasileira de Letras, eleito em 9 de agosto de 1956 na sucessão de Aquino Correia. Foi recebido pelo acadêmico Viriato Correia em 6 de novembro de 1956. Recebeu os acadêmicos Diná Silveira de Queirós e Jorge Amado.